# Саксония-Ваймар-Айзенах
Херцогството Саксония-Ваймар-Айзенах (на немски: Herzogtum Sachsen-Weimar-Eisenach е ернестинско херцогство в територията на Свещената Римска империя в днешна Тюрингия от 1741 до 1918 г. То е управлявано от Ернестините. Столицата е град Ваймар.

## История
Херцогството се създава през 1741 г., когато Херцогство Саксония-Айзенах попада към Херцогство Саксония-Ваймар. През 1809 г. Саксония-Айзенах и Саксония-Ваймар с херцог Карл Август са обединени и чрез Конституция като Херцогство Саксония-Ваймар-Айзенах.
От 1815 г. на Виенския конгрес то става Велико херцогство Саксония-Ваймар-Айзенах, от 1903 г. то се нарича Велико херцогство Саксония. На 9 ноември 1918 г. свършва монархията във Великото херцогство Саксония и то става Свободна държава Саксония-Ваймар-Айзенах (Freistaat Sachsen-Weimar-Eisenach), през 1920 г. влиза в новооснованата държава Тюрингия (Land Thüringen, 1920 – 1952) с Ваймер като столица.